# Riceville (Iowa)
Riceville es una ciudad ubicada en el condado de Mitchell en el estado estadounidense de Iowa. En el Censo de 2010 tenía una población de 785 habitantes y una densidad poblacional de 273,3 personas por km².

## Geografía
Riceville se encuentra ubicada en las coordenadas 43°21′45″N 92°33′12″O / 43.36250, -92.55333. Según la Oficina del Censo de los Estados Unidos, Riceville tiene una superficie total de 2.87 km², de la cual 2.85 km² corresponden a tierra firme y (0.9%) 0.03 km² es agua.

## Demografía
Según el censo de 2010, había 785 personas residiendo en Riceville. La densidad de población era de 273,3 hab./km². De los 785 habitantes, Riceville estaba compuesto por el 97.71% blancos, el 0% eran afroamericanos, el 0.13% eran amerindios, el 0% eran asiáticos, el 0% eran isleños del Pacífico, el 0.76% eran de otras razas y el 1.4% pertenecían a dos o más razas. Del total de la población el 2.17% eran hispanos o latinos de cualquier raza.